# جزيرة تاليابو
جزيرة تاليابو هي إحدى جزر سولا الرئيسية الثلاث وأكبرها مساحة، والتي هي جزء من الجزر في مقاطعة مالوكو الشمالية في إندونيسيا. وتقع غرب جزيرة مانغول.